# Wehrgangkirche Dörnthal

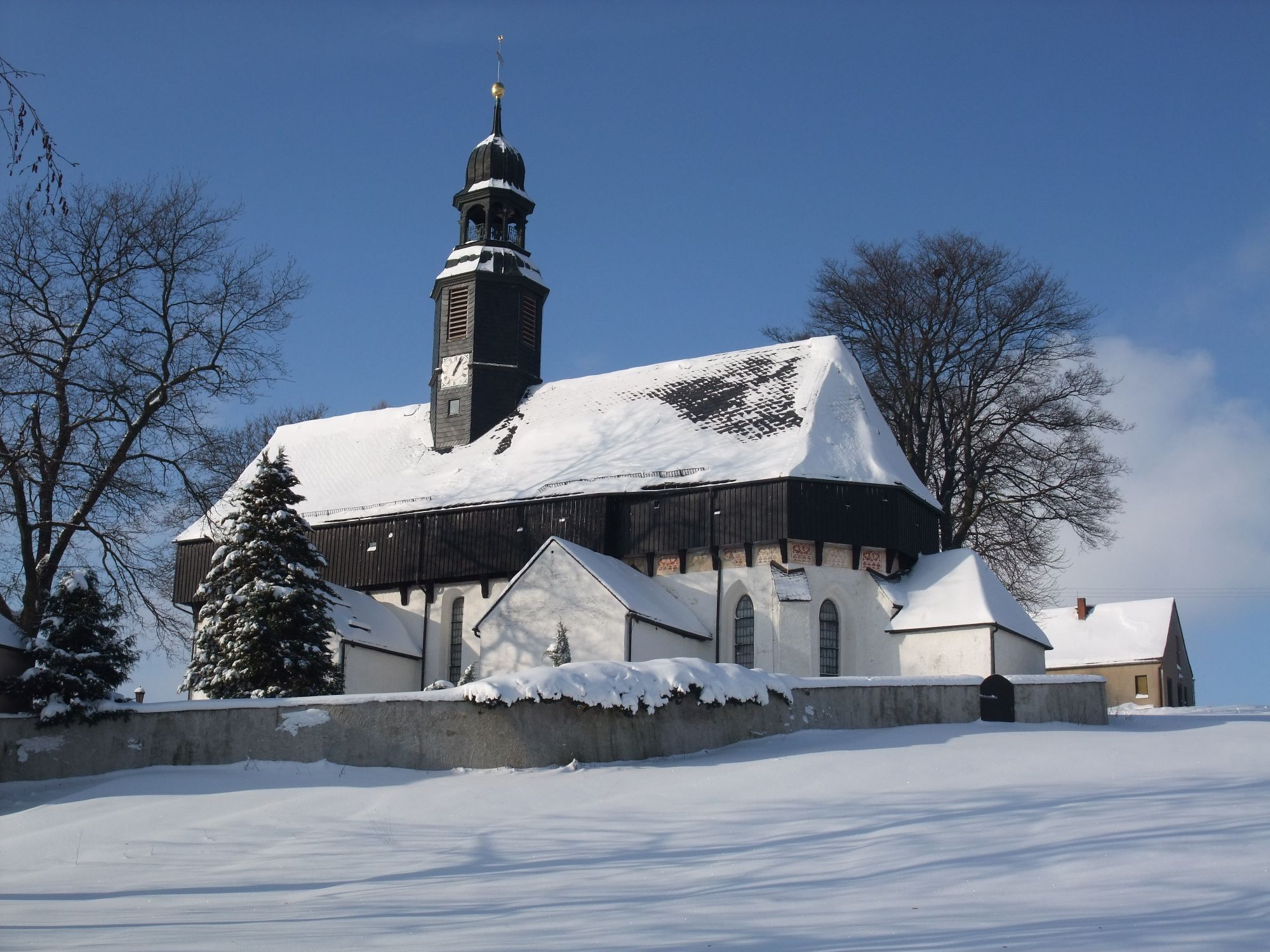
Wehrgangkirche in Dörnthal

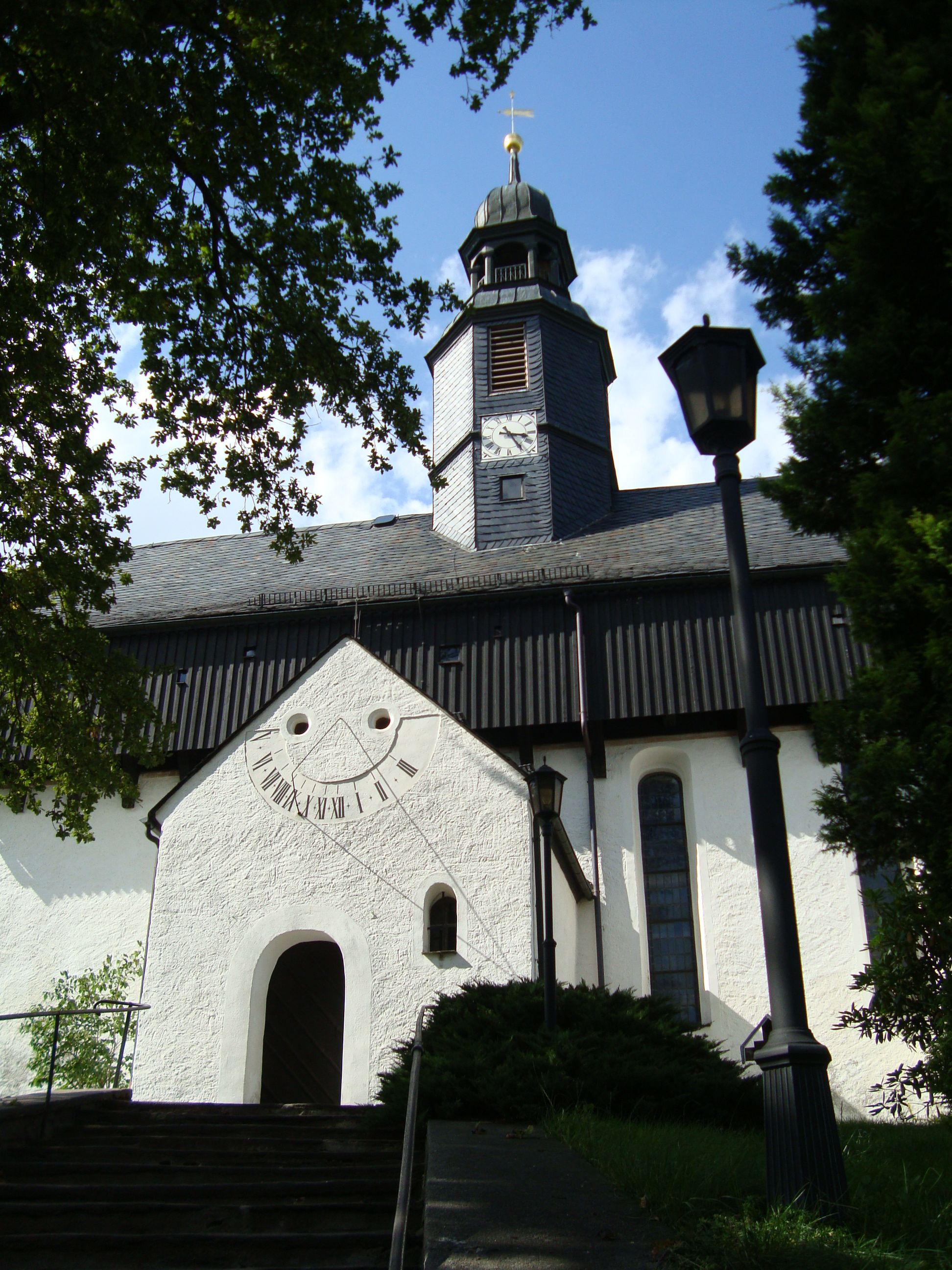
Wehrgangkirche Dörnthal, Seitenansicht

Die Wehrgangkirche Dörnthal ist ein denkmalgeschütztes evangelisch-lutherisches Kirchengebäude in Dörnthal, einem Ortsteil von Olbernhau im Erzgebirgskreis (Sachsen). Die Fachliteratur bezeichnet seit 1957 eine Gruppe von Wehrkirchen in den Orten Dörnthal, Großrückerswalde, Lauterbach und Mittelsaida, irrtümlich als Wehrgangkirche; richtiger ist Wehrkirche, weil diese Kirchen keinen Wehrgang, sondern ein auf den steinernen Außenmauern ruhendes komplettes Blockbau-Wehrgeschoss aufweisen. Das Gebäude ist eine der ältesten Kirchen im mittleren Erzgebirge.

## Geschichte und Architektur
Die Einwohner errichteten Wehrkirchen im Allgemeinen auf Anhöhen, da sie Angriffe dort sicherer abwehren konnten. Bei den erzgebirgischen Wehrgangkirchen überragt das massive Untergeschoss ein – zum Teil auch überkragender – Aufbau, der mit einer Balkenlage zum teilweise abgeschlossenen Wehrgang wird. Der Wehrgang stammt aus der Zeit um 1500. Die Stämme der zwei Meter hohen Blockwand sind bis zu 38 cm stark, darin sind für kniende Verteidigung Schießscharten und Öffnungen eingesägt. Als Verteidigungswaffen dienten Jauche, heißes Wasser, Steine und andere geeignete Mittel.
Die 1346 errichtete Kirche in Dörnthal steht auf einem Hügel in einer Höhe von 635 m im Oberen Dorf. Der Wehrgang ist nach allen Seiten abgeschlossen. Von 1520 bis 1539 wurde der heutige Altarraum als polygonaler Anbau an der Ostseite ausgeführt. Auf der Rückseite des Gebäudes befindet sich ein bei Renovierungsarbeiten freigelegter Fries mit der Jahreszahl 1581. Dem Dach wurde 1610 ein Dachreiter aufgesetzt, der 1773 und 1857 erneuert wurde. Der spitzbogige, profilierte Türstock an der Südseite des Kirchenschiffes weist auf eine Entstehung im 13. Jahrhundert hin. Den heutigen Eingang der Kirche bildet das sogenannte Vorhäusel aus dem 17. Jahrhundert, der barocke Dachreiter stammt aus dem 18. Jahrhundert. Die Kassettendecke aus der Zeit um 1500 gilt als ein wichtiger Bestandteil der Kirche, geschmückt mit sechsblättrigen Rosen und Heiligenbildern. Die Decke, dem Zeitgeschmack entsprechend 1847 verputzt, wurde 1932 wieder freigelegt. Den Altarraum überspannt ein Schlingrippengewölbe. Kleine Rippenbogen schmücken kleine Köpfe, ihre Mitte Kreuzblumenmotive.

## Ausstattung
- Die Kanzel ist eine Arbeit des 16. Jahrhunderts
- Der Altar wurde um 1500 angefertigt, er ist dreiflügelig ausgeführt. Im Mittelteil werden die Darstellungen der Heiligen Laurentius, Martinus und Erasmus gezeigt. Links davon ist die Mutter Anna mit Maria und Jesus als Kind und rechts der Apostel Johannes zu sehen. Eine Restaurierung der Flügelrückseiten wurde nicht vorgenommen, die vorhandenen Reste wurden gesichert.
- Das Taufbecken aus Sandstein wurde 1610 angefertigt und von Elisabeth von Schönberg gestiftet[4]
- Die Orgel mit dem vergoldeten Prospekt wurde von 1843 bis 1847 vom Orgelbauer Carl Gottfried Jeheber (1800–1855) aus Dresden aufgestellt.[5] Sie verfügt über 15 Register auf zwei Manualen und Pedal.[6]

## Glocken
Das ursprüngliche Glockengeläut von 1894 wurde im Ersten Weltkrieg als kriegswichtig beschlagnahmt und danach zeitnah erneuert. Diese Glocken wurden im Zweiten Weltkrieg ebenfalls zu Rüstungszwecken entfernt. 1957 wurden neue Eisenhartgussglocken gegossen, die aufgrund des rostenden Materials keine lange Lebensdauer haben und deshalb erneuert werden sollten. 2008 wurden drei neue, von der Glockengießerei Grassmayr in Innsbruck gegossenen Glocken aus Bronze zum ersten Mal geläutet.
Die drei Bronzeglocken hängen in einem Glockenstuhl, der wie auch die Glockenjoche aus Eichenholz gefertigt ist und für die neuen Glocken ertüchtigt wurde.
Im Folgenden eine Datenübersicht des Geläutes:
| Glocke | Durchmesser | Masse  | Schlagton |
| ------ | ----------- | ------ | --------- |
| 1      | 1080 mm0    | 775 kg | g′        |
| 2      | 906 mm      | 460 kg | b′        |
| 3      | 832 mm      | 390 kg | c″        |